# Pufești
Pufești est une commune roumaine située dans le județ de Vrancea.